# Adriano Félix Teixeira
Adriano Félix Teixeira, mais conhecido como Adriano (Fortaleza, 7 de abril de 1973), é um ex-futebolista brasileiro que atuava como zagueiro. Em 2014 foi anunciado como auxiliar-técnico no Santa Cruz. Ocupando o cargo de técnico interino algumas vezes no Santa Cruz, com a demissão de Doriva foi escolhido para comandar o Tricolor do Arruda até o fim de 2016.
Em 23 de maio de 2018, um dia após a derrota contra o ABC de Natal pela Copa do Nordeste, a diretoria do Santa Cruz decide fazer mudanças na comissão técnica e no elenco, e em meio as dispensas de PC Gusmão, Leandro Salino e Robert, Adriano também deixa o clube.

## Títulos
Sport
- Campeonato Pernambucano: 1994 e 1996
- Copa do Nordeste: 1994

Seleção Brasileira
- Torneio Internacional de Toulon: 1995